# エスター・ディーン
エスター・ディーン（Ester Dean、1986年4月15日 - ）は、アメリカ合衆国の女優、歌手。

## 出演作品
- ブルー 初めての空へ
- アイス・エイジ4/パイレーツ大冒険（サイレン）
- ピッチ・パーフェクト（シンシア）
- ピッチ・パーフェクト2（シンシア）